# فان لير (كنتاكي)
فان لير (بالإنجليزية: Van Lear, Kentucky)‏ هي منطقة سكنية تقع في الولايات المتحدة في مقاطعة جونسون. يقدر عدد سكانها بـ 1,857 نسمة وترتفع عن سطح البحر 195.99 متر.